# Nush Bushati
Nush Bushati (nevének ejtése nuʃ buʃati; Shkodra, 1896. június 4. – Bécs, 1973. június 17.) albán politikus, 1935–1936-ban Albánia oktatásügyi minisztere. Az 1920-as években még a demokratikus ellenzék tagjaként politizált, az 1930-as években I. Zogu konzervatív-autoriter politikáját szolgálta, az 1940-es években pedig a fasiszta államvezetés tagja volt.

## Életútja
Az észak-albániai Szkutariban (ma Shkodra) született, római katolikus családban. Alapiskoláit szülővárosa jezsuita kollégiumában végezte el, majd egy grazi gimnázium diákja volt, ezt követően pedig jogi oklevelet szerzett a Bécsi Egyetemen.
Hazatérését követően bekapcsolódott Albánia politikai életébe, a shkodrai Ora e Maleve (’Hegyi Szellem’) című folyóirat köré csoportosuló katolikus ellenzéki kör tagja lett. 1923-tól 1924-ig az albán nemzetgyűlés képviselője volt. 1924 tavaszán csatlakozott az Amet Zogu politikája és hatalma ellen szervezkedő, Fan Noli vezette ellenzékhez. Májusban a tiranai nemzetgyűlést elhagyó képviselőkkel tartott Vlorába, ahol az ellenparlament titkára, majd alelnöke lett. A Zogut elűző júniusi forradalom győzelmét követően, 1924 júniusától Albánia bécsi konzulja volt, de december közepén visszahívták állomáshelyéről, miután előzetes egyeztetés nélkül szovjet diplomatáknak adott ki albán útlevelet.  Még mielőtt hazautazott volna, 1924 decemberében Zogu visszaszerezte és megszilárdította hatalmát. Bushati inkább Bécsben maradt, és 1925-től 1927-ig aktív szerepet vállalt az antizogista emigráns politikai szervezet, a Nemzeti Forradalmi Bizottság munkájában. Távollétében a zogista legfelsőbb bíróság halálra ítélte.
1930-ban végül amnesztiával hazatérhetett Albániába, de eleinte távol tartotta magát a politikától. Kipróbálta magát színészként és színigazgatóként, majd 1931–1932-ben I. Zogu udvari felügyelőjeként dolgozott. 1932 és 1937 között Dibra küldötteként ismét nemzetgyűlési képviselő volt. Időközben 1935. október 21-étől 1936. november 7-éig Mehdi Frashëri kormányában vezette az oktatásügyi tárcát. Albánia 1939. április 7-ei olasz megszállását követően belépett az Albán Fasiszta Pártba, és a fasiszta ifjúsági szervezet, az Albán Ifjúság (Djelmënia Shqiptare) titkára lett. 1940-től 1943-ig a párt vezetőségi tagja, ezzel együtt a törvényalkotó testület, a Fasiszta Korporatív Főtanács tagja, 1942-től alelnöke volt. A második világháború lezárulta előtt elhagyta az országot, és hátralévő éveit Ausztriában élte le. 1973. június 17-én halt meg Bécsben.